# Крпеляни (водосховище)
Крпеляни (Krpeľany) — водосховище на річці Ваг; місце розташування — округ Мартін.
Знаходиться біля села Крпеляни. Побудоване в 1950-х роках.. 